# Commission internationale de police criminelle
Pour les articles homonymes, voir CIPC.
La Commission internationale de police criminelle (CIPC) est un organisme créé en 1923 destiné à faciliter la coopération policière internationale. Elle est l'ancêtre d'Interpol — nouveau nom de l'organisation depuis 1946 — et de l'Organisation internationale de police criminelle (OIPC), dont l'acronyme a été adopté en 1956.
La CIPC trouve son origine dans le 1er Congrès de police criminelle qui s'est tenu à Monaco en 1914.
Installée à Vienne, la CIPC a été créée à l'initiative de Johann Schober, chef de la police de la capitale autrichienne. Bien qu'indépendante, elle inscrit son action dans un cadre politique plus large de coopération, dont l'organisme phare est la SDN.
Mise de facto sous tutelle des autorités du Troisième Reich après l'Anschluss (mars 1938), les fiches de la CIPC seront activement utilisées par les nazis au cours de la Seconde Guerre mondiale, notamment par Reinhard Heydrich dont les attributions en faisaient le chef de ce service.

## Dans la culture populaire
La CIPC est évoquée par le commissaire Maigret dans un des premiers romans de Georges Simenon : Pietr le Letton, 1931.